# میهای زفیو
میهای زفیو (انگلیسی: Mihai Zafiu؛ زادهٔ ۹ june ۱۹۴۹ (۷۵ سال)) ورزشکار اهل رومانی است.
وی در مسابقات کشوری و بین‌المللی در مجموع برندهٔ ۱ مدال طلا، ۶ مدال نقره، ۱ مدال برنز شده‌است.